# ستيف سبونر
ستيف سبونر (بالإنجليزية: Steve Spooner)‏ هو لاعب كرة قدم بريطاني في مركز الوسط، ولد في 25 يناير 1961 في ساتون، لندن في المملكة المتحدة. لعب مع ديربي كاونتي وروشدين ودايموندز ونادي بلاكبول ونادي بيرتن ألبيون ونادي تشيسترفيلد ونادي روذرهام يونايتد ونادي مانسفيلد تاون ونادي هاليفاكس تاون ونادي هيرفورد ونادي يورك سيتي.